# David Bedford
David Vickerman Bedford (Londres, 4 d'agost de 1937 – ?, 1 d'octubre de 2011) fou un músic i compositor anglès. Va escriure i interpretar ambdues músiques popular i clàssica. Fou el germà del director Steuart Bedford i el net del compositor, pintor i autor Herbert Bedford i la compositora i cantant Liza Lehmann.
De 1969 a 1981, Bedford era Compositor Resident en el Queen's College, Londres. De 1968 a 1980, va ensenyar música en instituts de Londres. Durant 1996 va ser nomenat Composer in Association amb l'English Simfonia. Durant 2001 va ser nomenat President de la Performing Right Society, en la qual anteriorment havia estat ajudant de la presidència. Va morir als per causa d'un càncer de pulmó als setanta-dos anys.

## Carrera i vida primerenca
Bedford va ser educat a la Universitat de Lancing. Llavors com a objector de consciència al servei militar britànic va treballar com a porter a l'hospital de joves.
Bedford estudià a l'Acadèmia Reial de Música sota Lennox Berkeley, i més tard en Venècia sota Luigi Nono. Els seus estudis i les influències primerenques van incloure la feina de Nono, Paul Hindemith, Arnold Schoenberg i Anton Webern. A la meitat dels anys seixanta va ser mestre de música a l'escola Whitefield en Hendon. Els alumnes eren molt afectuosos amb ell, mentre els ensenyava a tocar cançons de Sonny i Cher, en comptes del material de classe de música habitual.
Dins 1969, Bedford es va comprometre a orquestrar l'àlbum de Kevin Ayers Joy of a Toy. Aquesta col·laboració va acabant convertint Bedfor en teclista del grup Kevin Ayers and the Whole World, els quals van enregistrar un àlbum, Shooting at the Moon (1970). En aquell àlbum, a més d'òrgan i piano, Bedford toca acordió, marimbàfon i guitarra. En Bedford també ha contribuït a àlbums posteriors d'Ayers com teclista i arranjador orquestral.
Bedford va ser de 1937 fins 2011 president de la Severnside Composers Alliance, aliança per a la promoció i l'estudi de la música i concerts en la regió del sud-est d'Anglaterra.

## Enregistrament i arranjament
La feina amb Ayers i The Whole World va permetre col·laboracions amb el saxofonista del grup Lol Coxhill, amb qui va formar el Coxhill-Bedford Duo. El Duo va publicar diversos singles de vell vaudeville i cançons de Music Hall britàniques que presenten Bedford al piano i veu principal, i Coxhill al saxofon i segona veu. Van ser publicats per l'etiqueta de John Peel "Dandelion Records" en els primers anys de la dècada 1970. Un d'aquests singles va ser promocionat sota el pseudònim, Will Dandy and the Dandylettes (versionant una mescla de cançons d'Al Jolson), amb el costat B hi figuraven els crèdits amb el nom Coxhill-Bedford Duo. Més pistes del Duo van aparèixer en l'àlbum de Coxhill en solitari, Ear of Beholder (1971) en el qual interpreta en tres cançons, incloent una versió primerenca de "Don Alfonso" que Bedford enregistraria un altre cop més tard. Encara més cançons a duo de Coxhill-Bedford poden ser trobades en el disc Banana Follies, un concert de la ràdio BBC retransmès i gravat el 1972 dedicat a en Kevin Ayers. Hom va treure en CD el 1998. En aquella emissió, Bedford i Coxhill van tocar una peça radiofònica curta titulada "Murder in the Air". Coxhill Més tard va enregistrar la peça sense Bedford i va comercialitzar-la com a senzill de 12 polzades, declarant en les notes de la contraportada que preferia haver enregistrat amb Bedford, però no estava disponible.
El primer àlbum on totes les composicions eren d'en David Bedford fou Nurses Song with Elephants, enregistrat als Estudis Marquee, i llançat al mercat durant 1972 amb l'etiqueta editorial Dandelion Label. En aquest àlbum, Bedford barreja orquesta clàssica amb poemes i veus. Some Bright Stars for Queen's College usa vint-i-set tubs de plàstic flexibles. Hi ha cinc pistes en l'àlbum: It's Easier Than It Looks, Nurses Song With Elephants, Some Bright Stars for Queen's College, Trona (1967), and Sad and Lonely Faces. La guitarra baixa en la segona cançó es tocada per Mike Oldfield i la pista final presenta un poema per Kenneth Patchen que és cantat per Kevin Ayers.
Bedford havia col·laborat encara més extensament amb Mike Oldfield, el guitarrista de The Whole World's. Bedford també va dirigir l'àlbum The Orchestral Tubular Bells (Mike Oldfield 1975), una adaptació de Tubular Bells, la gravació que hi havia donat el seu primer èxit important l'any 1973 al segell Virgin. Bedford També orquestrà el següent àlbum de llarga durada, Hergest Ridge (1974) rebent el nom d'Orquestral Hergest Ridge, el qual va ser executat en viu i enregistrat per emissió radiofònica d'actuacions de concert dues vegades; la primera vegada dins 1974 pel Royal Philharmonic Orquestra amb Steve Hillage a la guitarra, i una segona vegada el 1976 per l'Orquestra Nacional Escocesa, amb Hillage de guitarra, tot i que Andy Summers hi havia interpretat en altres actuacions aquell any. L'enregistrament últim va ser adquirit per Virgin, però no transformat en àlbum, tot i que fragments d'ell van ser utilitzades en la banda sonora de The Space Movie (1979), composta per Mike Oldfield.
Bedford Va proporcionar vocals i piano per versions d'Oldfield de "Music Halls" antics (a la manera de l'ara-desaparegut Coxhill-Bedford Duo), Don Alfonso (1974) i Speak (Tho' You Only Say Farewell) (1976). Va col·laborar amb Oldfield en una peça titulada "First Excursion" per la recopilació Boxed, i orquestrà la banda sonora del film The Killing Fields (1984). El 1983, Oldfield va crear una companyia editora de música de curta vida, Oldfield Music, l'única publicació de la qual fou un àlbum d'en David Bedford Star Clusters, Nebulae and Places in Devon / The Song of the White Horse.
L'associació de Bedford amb Oldfield va permetre plantejar un contracte de gravació per fer un nombre d'àlbums per Virgin, alguns utilitzant músics d'orquestra, altres presentant Bedford als teclats, i d'altres inclouen Oldfield com a intèrpret convidat. Títols d'àlbums d'aquest període inclouen Star's End (1974), The Rime of the Ancient Mariner (1975, un muntatge musical basat en el poema de Samuel Taylor Coleridge), The Odyssey (1976, muntatge musical basat en el poema d'Homer), i Instructions for Angels (1977), l'últim incloent l'aparició de Mike Ratledge.
Bedford ha contribuït a gravacions per la Banda d'Edgar Broughton, incloent un polèmic senzill titulat Up Yours!, que tractava sobre les eleccions del 1970 al Regne Unit i declarava la intenció de quedar fora de la societat. Els arranjaments de corda eren d'en Bedford.
Bedford treballà en diversos projectes de Roy Harper: l'àlbum de 1971 de quatre cançons Stormcock on també hi participa el guitarrista Jimmy Page (anomenat com S. Flavius Mercurius per raons contractuals), i l'àlbum Valentine (1974). Bedford També dirigí una orquestra durant els concerts d'Harper, un d'ells de llançament de l'àlbum el dia de Sant Valentí; el concert més tard sortiria amb el títol com Flashes from the Archives of Oblivion i presenta, entre d'altres, Keith Moon. El 2001 Bedford va participar en el concert de celebració del 60è aniversari d'en Harper. L'indret fou al Royal Festival Hall. Entre els nombrosos artistes convidats eren, Jeff Martin i John Renbourn. Un enregistrament del concert, Royal Festival Hall Live - June 10th 2001 va ser posat a la venda com a CD doble poc després.
Bedford també ha treballat amb una varietat àmplia d'altres artistes, incloent A-ha, Billy Bragg, Camel, Elvis Costello, Frankie Goes To Hollywood, Madness, Andy Summers, Alan White (bateria de Yes) i Robert Wyatt.